# 브랏츠 (영화)
브랏츠(Bratz)는 미국에서 제작된 숀 맥나마라 감독의 2007년 코미디, 가족 영화이다. 로건 브라우닝 등이 주연으로 출연하였고 아비 아라드 등이 제작에 참여하였다.

## 출연

### 주연
- 로건 브라우닝
- 자넬 패리쉬
- 나탈리아 라모스
- 스카일러 쉐이

### 조연
- 첼시 스타웁
- 안젤리즈 반 더 폴
- 맬리즈 조우
- 이안 넬슨
- 스티븐 런스포드
- 존 보이트
- 레이니 카잔
- 윌리엄 메이
- 에밀리 로즈 에버하드
- 킴 모건 그린
- 사샤 코헨
- 앤드리아 에드워즈
- 타미-아드리안 조지
- 카딤 하디슨
- 숀 맥나마라
- 리 리허만
- 대니얼 부코
- 잭 커머
- 제라드 앤더슨
- 릭 애덤스
- 켈리 크린
- 스티븐 안소니 로렌스
- 수지 싱어 카터

## 제작진
- 라인프로듀서: 에릭 M. 브라이먼
- 협력프로듀서: 수지 싱어 카터
- 미술: 러스티 스미스
- 세트: 카렌 아그레스티
- 의상: 베르나덴 모건
- 배역: 조이 폴